# Heneral Luna
Pour plus de détails, voir Fiche technique et Distribution.
Heneral Luna (littéralement, du tagalog : Général Luna) est un film biographique et historique philippin réalisé par Jerrold Tarog et sorti en 2015, dont le sujet est la vie du général Antonio Luna, un des principaux chefs de l'Armée révolutionnaire philippine (en) pendant la guerre américano-philippine (1899-1902).
Le film a été sélectionné comme entrée philippine pour l'Oscar du meilleur film en langue étrangère à la 88e cérémonie des Oscars qui a eu lieu en 2016.

## Synopsis
Le film se centre sur l'implication du général Antonio Luna durant l'année 1899, dans le gouvernement philippin d'Emilio Aguinaldo dans les dernières heures avant le début de la guerre, mais surtout dans la Guerre américano-philippine depuis l'incident du pont San Juan du 4 février qui l'a provoqué, jusqu'à son assassinat non-résolu le 5 juin 1899.

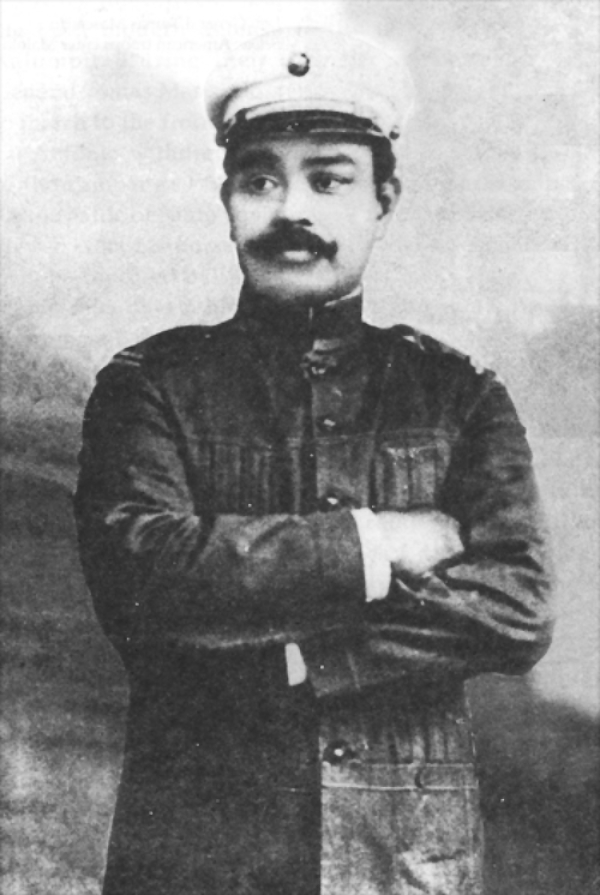
Antonio Luna.

## Distribution
- John Arcilla : Antonio Luna
- Mon Confiado : Emilio Aguinaldo
- Arron Villaflor : Joven Hernando
- Jeffrey Quizon : Apolinario Mabini
- Paulo Avelino : Gregorio del Pilar
- Joem Bascon : Paco Román
- Archie Alemania : Eduardo Rusca
- Arthur Acuña : Manuel Bernal
- Alex Vincent Medina : José Bernal
- Marc Abaya : Antonio Luna jeune
- Alvin Anson : José Alejandrino
- Noni Buencamino : Felipe Buencamino
- Mylene Dizon : Isabel
- Julia Enriquez : Nurse
- Ketchup Eusebio : Pedro Janolino
- Anthony Falcon : Sgt. Diaz
- Dennis Marasigan : Costales
- Leo Martinez : Pedro Paterno
- Lorenz Martinez : Tomas Mascardo
- Allan Paule : Juan Luna
- Bing Pimentel : Laureana Luna
- Benjamin Alves : Lt. Manuel L. Quezon
- E.A. Rocha : Elwell Stephen Otis

## Suite
La scène post-générique de Heneral Luna montre un autre général de la même guerre, Gregorio del Pilar, prenant sous son commandement les troupes de Luna, annonçant ainsi un biopic centré sur lui qui sert également de suite à celui sur Luna. Le 5 septembre 2018, ce nouveau film Jerrold Tarog sort : Goyo: Ang Batang Heneral, aussi connu à l'international sous son titre anglais Goyo: The Boy General. Le film commence le lendemain de l'assassinat de Luna, et traite du rôle de Del Pilar à partir de là et jusqu'à sa mort (lors de la Bataille de Pasong Tirad (en) le 2 décembre 1899), ainsi que des conséquences de ce meurtre sur la guerre et sa psychologie.